# Blasius Tancke
Blasius Tancke (* um 1520 in Lübeck; † 1562 oder später) war ein deutscher Sekretär des Hansekontors in Bergen (Norwegen).

## Leben
Blasius Tancke studierte ab 1539 an der Universität Rostock und wurde dort 1551 zum Bakkalar und zum Magister promoviert. Nach den Wirren um Zusage und Absage des vormaligen Sekretärs Jakob Raven bei seiner zweiten Berufung nach der Kündigung des Sekretärs Marcus Radeloff scheint das Kontor sechs Jahre ohne Sekretär gewesen zu sein. Im August 1560 sandte dann Blasius Tancke vom Bergener Kontor nach der Reformation nicht mehr benötigtes Silbergerät für den Gottesdienst und Heiligenfiguren an die Lübecker Bergenfahrer. Im Oktober 1560 nahm er als einer der Vertreter des Hansekontors an den Besprechungen mit dem Hauptmann der Festung Bergenhus und dänischen Reichsrat Erik Ottesen Rosenkrantz (1519–1575) über die auf Bryggen zu zahlenden Grundsteuern teil. Noch 1560 erbat er seinen Abschied aus Bergen. 1561 begannen die Lübecker Älterleute der Bergenfahrer mit der Suche nach einem geeigneten Nachfolger und zogen entsprechende Erkundigung über geeignete Kandidaten über den Lübecker Ratssekretär Nicolaus Wulff ein. Blasius Tancke verließ Bergen, wie sich aus einem Schreiben des Kontors an die Lübecker Bergenfahrer ergibt, im August 1561. Sein weiterer Lebensweg ist nicht überliefert; ebenso wenig namentlich sein Nachfolger der Jahre 1561 bis 1563. Erst 1565 tritt mit Johann Hoppenacker ein neuer Sekretär namentlich in Erscheinung.